# Pycnonotus striatus
Pycnonotus striatus е вид птица от семейство Pycnonotidae.

## Разпространение
Видът е разпространен в Бутан, Виетнам, Индия, Китай, Лаос, Мианмар, Непал и Тайланд.